# Сансет Беј (Њујорк)
Сансет Беј (енгл. Sunset Bay) насељено је место без административног статуса у америчкој савезној држави Њујорк.

## Демографија
По попису из 2010. године број становника је 660.
| Група             | 2000.    | 2010.       |
| Белци             | 0 (0,0%) | 616 (93,3%) |
| Афроамериканци    | 0 (0,0%) | 13 (2,0%)   |
| Азијати           | 0 (0,0%) | 1 (0,2%)    |
| Хиспаноамериканци | 0 (0,0%) | 12 (1,8%)   |
| Укупно            | 0        | 660         |